# Filmografia de Brie Larson

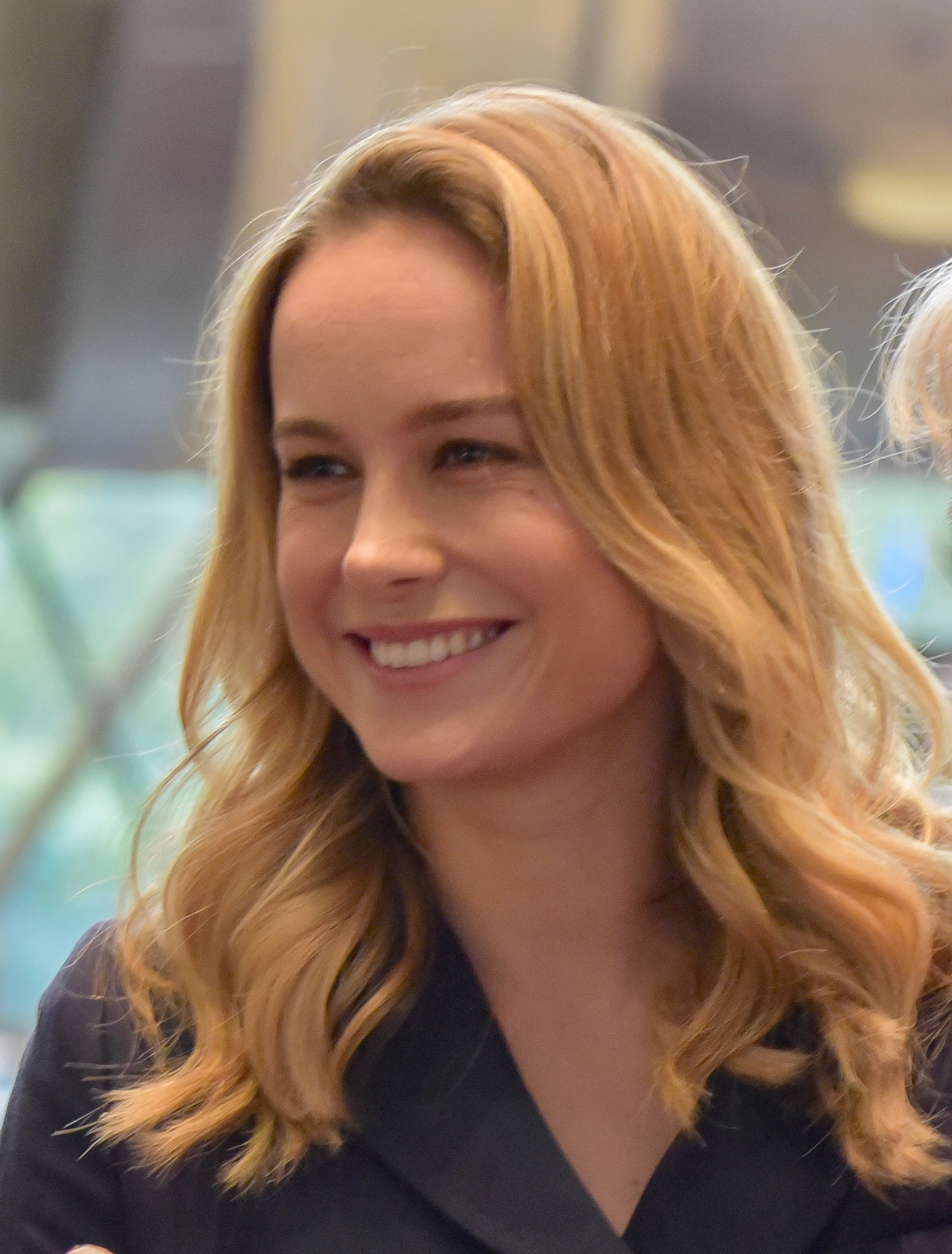
Larson em um evento para o Capitã Marvel em 2018.

Brie Larson é uma atriz e cineasta americana. Sua primeira aparição na tela foi em um esboço de comédia aos 8 anos de idade em um episódio de 1998 do The Tonight Show with Jay Leno. Após várias aparições na televisão, incluindo como membro do elenco principal da curta comédia Raising Dad (2001), Larson desempenhou papéis menores nos filmes de comédia de 2004, Sleepover e 13 Going 30. Em 2005, ela lançou um álbum de estúdio chamado Last Out of PE, no qual seu single "She Said" alcançou o número 31 na Billboard Hot Single.
O primeiro papel importante de Larson no cinema foi na comédia adolescente Hoot (2006) e ela ganhou um reconhecimento mais amplo por interpretar a filha do personagem de Toni Collette na série de drama e comédia da Showtime, United States of Tara (2009-2011). Ela assumiu papéis coadjuvantes do interesse amoroso nas comédias Scott Pilgrim vs. the World (2010) e 21 Jump Street (2012) e interpretou a filha problemática do personagem de Woody Harrelson no drama Rampart (2011) . Seu avanço ocorreu em 2013, quando ela estrelou como supervisor perturbada de uma casa de acolhimento em Destin Daniel Cretton drama independente de Short Term 12 . Larson também se expandiu para a produção cinematográfica, co-escrevendo e co-dirigindo os curtas-metragens The Arm (2012) e Weighting (2013).
Após mais trabalhos de apoio no romance The Spectacular Now (2013) e na comédia Trainwreck (2015), Larson ganhou o Oscar de Melhor Atriz por interpretar uma jovem mãe mantida em cativeiro no drama independente Room (2015) . Em 2017, ela atuou como fotojornalista no filme de aventura Kong: Skull Island, que arrecadou mais de US $ 560 milhões em todo o mundo, recebeu elogios da crítica por seu retrato de Jeannette Walls em The Glass Castle , e a fez estréia na direção solo com o filme de comédia de maior idade Unicorn Store, no qual ela também estrelou . Larson interpretou Carol Danvers em Capitã Marvel e Vingadores: Ultimato, os dois filmes de super-heróis de 2019 ambientados no Universo Cinematográfico da Marvel . Ambos os filmes são classificados como os filmes com maior bilheteria de 2019 ; o primeiro é o primeiro filme de super-herói liderado por mulheres a ganhar mais de US $ 1 bilhão e o segundo é o filme de maior bilheteria de todos os tempos .

## Cinema
| Ano  | Título                                    | Papel                           | Notas          |
| ---- | ----------------------------------------- | ------------------------------- | -------------- |
| 1999 | Special Delivery                          | Anjinho                         |                |
| 2001 | Madison                                   | Garota de Corrida #2            |                |
| 2003 | Right on Track                            | Courtney Enders                 |                |
| 2004 | 13 Going on 30                            | Seis Garotas                    |                |
| 2004 | Sleepover                                 | Liz                             |                |
| 2006 | Hoot                                      | Beatrice                        |                |
| 2006 | Farce of the Penguins                     | Eu preciso de um Pinguim Z-Pack |                |
| 2007 | Remember the Daze                         | Angie                           |                |
| 2008 | The Babysitter                            | Allison                         | Curta-metragem |
| 2009 | Just Peck                                 | Emily                           |                |
| 2009 | Tanner Hall                               | Kate                            |                |
| 2010 | Greenberg                                 | Sara                            |                |
| 2010 | House Broken                              | Suzy Decker                     |                |
| 2010 | Scott Pilgrim vs. the World               | Envy Adams                      |                |
| 2011 | The Trouble with Bliss                    | Stephanie Jouseski              |                |
| 2011 | Rampart                                   | Helen                           |                |
| 2011 | Treatment                                 | Franny                          |                |
| 2012 | 21 Jump Street                            | Molly                           |                |
| 2013 | The Spectacular Now                       | Cassidy                         |                |
| 2013 | Don Jon                                   | Monica                          |                |
| 2013 | Short Term 12                             | Grace                           |                |
| 2013 | Bitter Orange                             | Myrtle                          | Curta-metragem |
| 2014 | The Gamblerr                              | Amy Phillips                    |                |
| 2015 | Digging for Fire                          | Max                             |                |
| 2015 | Trainwreck                                | Kim                             |                |
| 2015 | Room                                      | Ma                              |                |
| 2016 | Free Fire                                 | Justine                         |                |
| 2017 | Kong: Skull Island                        | Mason Weaver                    |                |
| 2017 | The Glass Castle                          | Jeannette                       |                |
| 2017 | Unicorn Store                             | Kit                             |                |
| 2017 | Basmati Blues                             | Linda                           |                |
| 2019 | Captain Marvel                            | Carol Danvers / Capitã Marvel   |                |
| 2019 | Avengers: Endgame                         | Carol Danvers / Capitã Marvel   |                |
| 2019 | Just Mercy                                | Eva Ansley                      |                |
| 2019 | Between Two Ferns: The Movie              | Ela mesma                       |                |
| 2021 | Shang-Chi and the Legend of the Ten Rings | Carol Danvers / Capitã Marvel   |                |
| 2022 | Avengers: Quantum Encounter               | Carol Danvers / Capitã Marvel   | Curta-metragem |
| 2023 | Fast X                                    | Tess                            |                |
| 2023 | The Marvels                               | Carol Danvers / Capitã Marvel   |                |

## Televisão
| Ano        | Título                  | Papel                         | Notas                               |
| ---------- | ----------------------- | ----------------------------- | ----------------------------------- |
| 1998       | To Have & to Hold       | Lily Quinn                    | 2 episódios                         |
| 1999       | Touched by an Angel     | Rachel / Samantha             | Episódio: "Into the Fire"           |
| 1999       | Popular                 | Robin Robin                   | Episódio: "Fall on Your Knees"      |
| 2001-2002  | Raising Dad             | Emily Stewart                 | 22 episódios                        |
| 2003       | Right On Track          | Courtney Enders               | Filme de TV                         |
| 2008       | Ghost Whisperer         | Krista Eisenburg              | Episódio: "Slam"                    |
| 2009       | The Burg                | Garota hippie                 | Episódio: "Change"                  |
| 2009-2011] | United States of Tara   | Kate Gregson                  | 36 episódios                        |
| 2011       | The League              | Ashley                        | 2 episódios                         |
| 2012       | NTSF:SD:SUV::           | Katerin                       | Episódio: "The Real Bicycle Thief"  |
| 2013       | Kroll Show              | Universitária                 | 2 episódios                         |
| 2013-2014  | Community               | Rachel                        | 3 episódios                         |
| 2022       | Ms. Marvel              | Carol Danvers / Capitã Marvel | Episódio: "No Normal"               |
| 2022       | Remembering             | Escritora / Luz               | Filme de TV                         |
| 2023       | HouseBroken             | Bowie                         | Episódio: "Who's Getting Up There?" |
| 2023       | Lessons in Chemistry    | Elizabeth Zott                | 8 episódios                         |
| 2023       | Scott Pilgrim Takes Off | Envy Adams                    | 8 episódios                         |